# Couvent Saint-Pierre-et-Saint-Paul d'Angermünde
Le couvent Saint-Pierre-et-Saint-Paul est un ancien couvent franciscain situé à Angermünde en Allemagne du nord-est, dans l'arrondissement d'Uckermark. Il n'en reste plus que l'église.

## Biographie

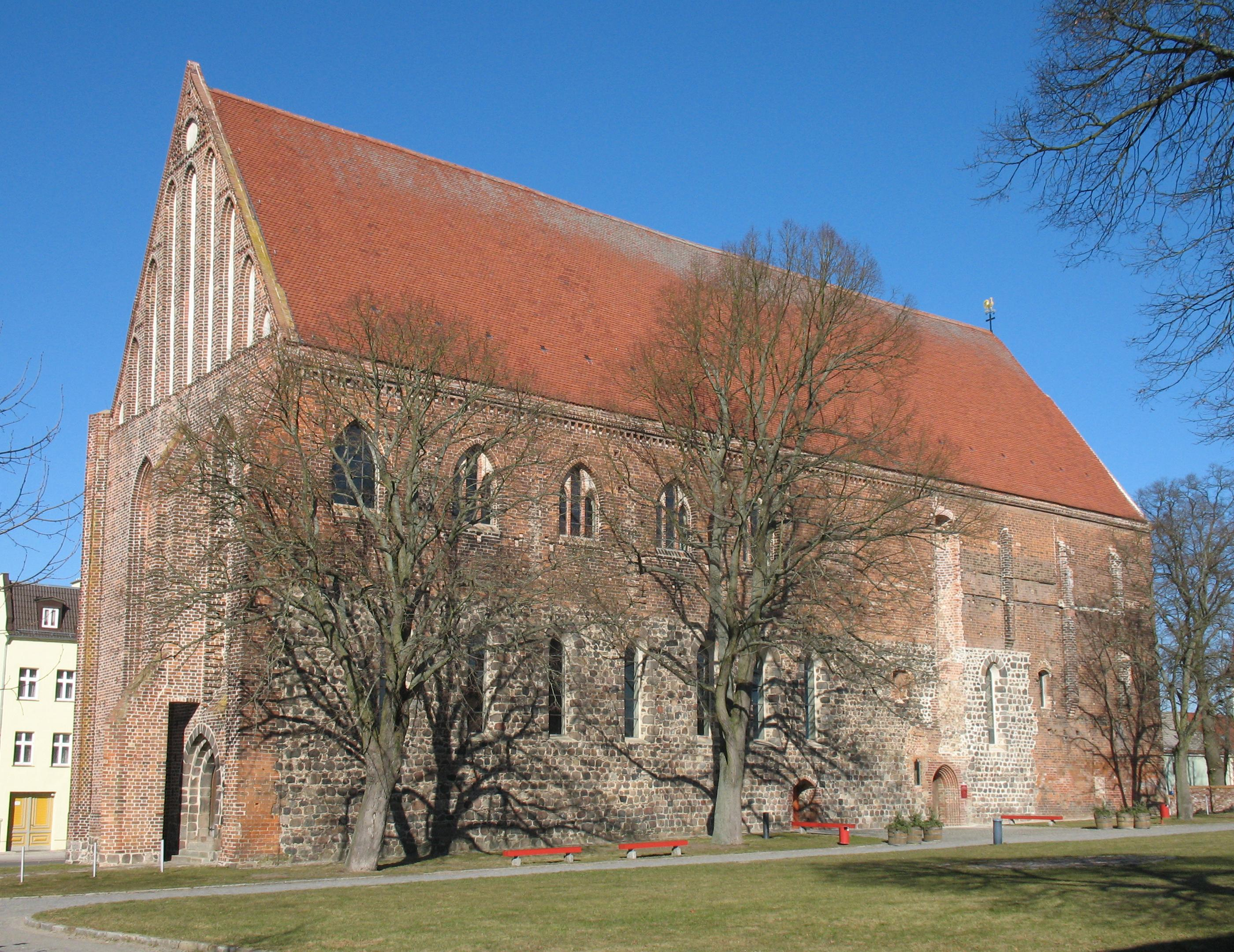
Église conventuelle

Le couvent a été érigé dans la seconde moitié du XIIIe siècle, afin de porter assistance aux malades et aux nécessiteux. L'église est typiquement franciscaine dans sa simplicité, avec une nef rectangulaire et un chœur ajouté au XVe siècle, légèrement asymétrique, dont certains bois de charpente datent de 1440. Elle ne comporte pas de clocher. L'église est réaménagée dans le style gothique de briques: un bas-côté est construit du côté sud par la suite et la partie sud longeant le chœur sert de sacristie.
Les franciscains sont expulsés par la Réforme en 1543 et le couvent tombe en déshérence, ayant été abandonné en 1567. Des huguenots chassés de France viennent s'installer dans l'Uckermark à la fin du XVIIe siècle et restaurent l'église pour s'en servir de temple. Elle devient donc lieu de culte de l'Église réformée de 1699 à 1788, mais le chœur sert de magasin à partir de 1725. Les bâtiments conventuels au sud, avec deux cloîtres, sont démolis en 1767. Des voûtes originelles de la nef sont abattues en 1825 pour réaménager l'intérieur.
Des restaurations ont lieu dans les années 1930 et dans les années 1990, avec le jubé séparant la nef du chœur. L'ancienne église franciscaine sert aujourd'hui de salle d'exposition.

## Source
- (de) Cet article est partiellement ou en totalité issu de l’article de Wikipédia en allemand intitulé « Franziskaner-Klosterkirche Peter und Paul » (voir la liste des auteurs).